# Sara Johansson (Fußballspielerin)
Sara Johansson (* 23. Januar 1980) ist eine schwedische Fußballspielerin.

## Werdegang
Johansson begann mit dem Fußballspielen bei Lörby IF. Von dort wechselte die Offensivallrounderin, die sowohl als Mittelfeldspielerin als auch als Stürmerin eingesetzt werden kann, 1998 zum neu entstandenen Kristianstad/Wä DFF in die Damallsvenskan. Nach zwei Jahren, in denen sie sich mit dem Klub im Mittelfeld der Liga platzieren konnte, zog sie zur Jahrtausendwende zu Djurgården Damfotboll weiter. 2003 und 2004 gewann sie mit dem Klub, der zu der Zeit mit Älvsjö AIK eine Spielgemeinschaft bildete, den schwedischen Meistertitel und 2004 und 2005 den schwedischen Pokal. Seit 2006 spielt sie für Hammarby IF.
Johansson nahm mit der schwedischen Nationalmannschaft an den Weltmeisterschaften 2003 und 2007 teil. Beim ersten Turnier erreichte sie mit der Nationalmannschaft das Endspiel gegen Deutschland, das Nia Künzer durch Golden Goal für die deutsche Mannschaft entschied. Johansson kam im Finale nicht zum Einsatz, ihr einziges Turnierspiel bestritt sie im Halbfinale gegen Kanada. Zudem nahm sie mit der Landesauswahl an den Olympischen Spielen 2000 teil. Insgesamt bestritt sie zwischen ihrem Debüt am 8. September 2000 und 2007 26 Länderspiele und erzielte dabei sieben Tore.
| Personendaten    | Personendaten                |
| ---------------- | ---------------------------- |
| NAME             | Johansson, Sara              |
| KURZBESCHREIBUNG | schwedische Fußballspielerin |
| GEBURTSDATUM     | 23. Januar 1980              |